# Coalisland
Coalisland (Oileán a'Ghuail po irlandzku) - niewielka miejscowość w hrabstwie Tyrone, w Irlandii Północnej. W 2001 roku zamieszkiwało ją 4917 osób.
Najbliższym większym miastem jest Dungannon.
W Coalisland urodził się znany snookerzysta Dennis Taylor.